# منافسات كرة القدم بين قطر والإمارات العربية المتحدة
منافسات كرة القدم بين قطر والإمارات العربية المتحدة لكرة القدم هي منافسة كرة قدم منظورية بين دولتين، قطر والإمارات العربية المتحدة، تشمل فرق كرة القدم من كلا البلدين.
بدأ التنافس بين البلدين منذ عام 1972، ومع ذلك، كان التنافس بينهما ودي إلى حد كبير في البداية ولم يكن لدى كل من قطر والإمارات العربية المتحدة أي مشكلة في مواجهة بعضهما البعض. منذ من عام 2017، وبسبب الأزمة الدبلوماسية القطرية وتدهور العلاقات، تمكنت العلاقات السياسية السيئة من التأثير على تطوير كرة القدم، مما تسبب في اكتساب التنافس أهمية.

## تاريخها
كانت قطر والإمارات العربية المتحدة متنافستين ودودتين في كرة القدم إلى حد كبير عندما التقيا لأول مرة في عام 1972، بعد عام من الاستقلال عن بريطانيا. التقى البلدان لأول مرة في كأس الخليج العربي الثانية ، حيث خسرت قطر أمام الإمارات العربية المتحدة 0-1. ومنذ ذلك الحين، التقى البلدان في 30 مناسبة أخرى. لكن لم تقام سوى مباراتين وديتين، وانتهت كلتاهما بانتصار الإمارات.
كان التنافس في البداية قليل حتى عام 2017 عندما شاركت الإمارات العربية المتحدة بنشاط في الأزمة الدبلوماسية القطرية ، من خلال حصار قطر في الرحلات الجوية والبرية والبحرية. منذ ذلك الحين، اتجه التنافس إلى حماسة أكثر عدائية. في بطولة آسيا تحت 19 سنة 2018 ، رفض قائد منتخب الإمارات العربية المتحدة تحت 19 سنة مصافحة نظيره القطري، خسرت قطر المباراة 1-2 لكنها تأهلت في النهاية إلى كأس العالم تحت 20 سنة 2019.
أثبتت محاولة فصل السياسة عن كرة القدم عدم جدواها، عندما في كأس آسيا 2019 ، على الرغم من الجهود المبذولة لتخفيف التوترات، لا تزال الإمارات العربية المتحدة تمنع القطريين من دخول البلاد للمشاركة في البطولة. وحتى المسؤولين القطريين مُنعوا أيضا من دخول البلاد لتفقد سير المسابقة. علاوة على ذلك، في مباراة نصف النهائي بين البلدين، تم شراء جميع التذاكر المتبقية للمباراة لتوزيعها على جماهير الامارات. كان عليه أن يواجه حشدًا معاديًا تمامًا. وقد أثار ذلك جدلاً حيث كانت الإمارات العربية المتحدة تحاول تسييس المباراة، نظرا للأزمة السابقة في العلاقات بين البلدين. على الرغم من ذلك، خرجت قطر منتصرة بفوز مدوي 4-0 في فوزها النهائي بالبطولة، وهو أكبر انتصار لأي منهما في تاريخ المواجهات المباشرة في ذلك الوقت.

## البطولات
يلتقي منتخبي قطر والامارات العربية المتحدة في عدد من البطولات وهيː
- كأس الخليج العربي
- كأس آسيا وتصفيات كأس آسيا
- بطولة آسيا للشباب تحت 19 عاما 2012
- المبااريات الودية
- دورة الالعاب الأسيوية
- تصفيات كأس العالم لقارة آسيا

## المباريات
المصدر:
| #  | التاريخ        | البطولة                                    | الملعب                                | المضيف           | النتيجة | الضيف            |
| -- | -------------- | ------------------------------------------ | ------------------------------------- | ---------------- | ------- | ---------------- |
| 1  | 17 مارس 1972   | كأس الخليج العربي 2                        | ملعب الامير فيصل بن فهد، الرياض       | الإمارات العربية | 1–0     | قطر              |
| 2  | 29 مارس 1974   | كأس الخليج العربي 3                        | ملعب نادي الكويت، كيفان               | الإمارات العربية | 1–1     | قطر              |
| 3  | 29 مارس 1976   | كأس الخليج العربي 4                        | استاد خليفة الدولي، الدوحة            | قطر              | 3–1     | الإمارات العربية |
| 4  | 29 مارس 1979   | كأس الخليج العربي 5                        | ملعب الشعب الدولي، بغداد              | قطر              | 1–0     | الإمارات العربية |
| 5  | 17 سبتمبر 1980 | كأس آسيا 1980                              | ملعب صباح السالم، الكويت              | قطر              | 2–1     | الإمارات العربية |
| 6  | 19 مارس 1982   | كأس الخليج العربي 6                        | مدينة زايد الرياضية، أبو ظبي          | الإمارات العربية | 1–0     | قطر              |
| 7  | 12 مارس 1984   | كأس الخليج العربي 7                        | ملعب الشرطة السلطانية العمانية، مسقط  | الإمارات العربية | 1–0     | قطر              |
| 8  | 7 ابريل 1984   | كأس الخليج العربي 8                        | ملعب البحرين الوطني، المنامة          | قطر              | 3–2     | الإمارات العربية |
| 9  | 7 ابريل 1988   | كأس الخليج العربي 9                        | مدينة الملك فهد الرياضية، الرياض      | قطر              | 2–1     | الإمارات العربية |
| 10 | 7 ابريل 1988   | كأس آسيا 1988                              | ملعب سحيم بن حمد، الدوحة              | قطر              | 2–1     | الإمارات العربية |
| 11 | 24 أكتوبر 1989 | تصفيات كأس العالم 1990                     | الملعب الوطني، سنغافورة               | قطر              | 1–1     | الإمارات العربية |
| 12 | 27 فبراير 1990 | كأس الخليج العربي 10                       | استاد الصداقة والسلام، الكويت         | قطر              | 0–0     | الإمارات العربية |
| 13 | 14 May 1992    | مبادراة ودية                               | مدينة زايد الرياضية، أبو ظبي          | الإمارات العربية | 1–0     | قطر              |
| 14 | 6 ديسمبر 1992  | كأس الخليج العربي 11                       | استاد خليفة الدولي، الدوحة            | قطر              | 1–0     | الإمارات العربية |
| 15 | 9 أكتوبر 1994  | دورة الالعاب الأسيوية 1994                 | ملعب بينغو الرياضي، أونوميتشي         | الإمارات العربية | 2–2     | قطر              |
| 16 | 3 نوفمبر 1994  | كأس الخليج العربي 12                       | مدينة زايد الرياضية، أبو ظبي          | الإمارات العربية | 2–0     | قطر              |
| 17 | 16 أكتوبر 1996 | كأس الخليج العربي 13                       | مجمع السلطان قابوس الرياضي، مسقط      | الإمارات العربية | 0–1     | قطر              |
| 18 | 29 سبتمبر 1998 | كأس العرب 1998                             | ملعب جاسم بن حمد، الدوحة              | قطر              | 2–1     | الإمارات العربية |
| 19 | 5 نوفمبر 1998  | كأس الخليج العربي 14                       | ملعب البحرين الدولي، المنامة          | قطر              | 0–0     | الإمارات العربية |
| 20 | 31 اغسطس 2001  | تصفيات كأس العالم 2002/ آسيا مرحلة الثانية | مدينة زايد الرياضية، أبو ظبي          | الإمارات العربية | 0–2     | قطر              |
| 21 | 4 أكتوبر 2001  | تصفيات كأس العالم 2002/ آسيا مرحلة الثانية | استاد خليفة الدولي، الدوحة            | قطر              | 1–2     | الإمارات العربية |
| 22 | 20 يناير 2002  | كأس الخليج العربي 15                       | ملعب املك فهد الدولي، الرياض          | قطر              | 2–0     | الإمارات العربية |
| 23 | 3 يناير 2004   | كأس الخليج العربي 16                       | استاد الصداقة والسلام، الكويت         | قطر              | 0–0     | الإمارات العربية |
| 24 | 10 ديسمبر 2004 | كأس الخليج العربي 17                       | استاد خليفة الدولي، الدوحة            | قطر              | 2–2     | الإمارات العربية |
| 25 | 16 يوليو 2007  | كأس آسيا 2007                              | ملعب كوان كو 7، مدينة هو تشي منه      | قطر              | 1–2     | الإمارات العربية |
| 26 | 8 يناير 2009   | كأس الخليج العربي 19                       | ملعب الشرطة السلطانية العمانية، مسقط  | قطر              | 0–0     | الإمارات العربية |
| 27 | 25 اغسطس 2011  | مباراة ودية                                | ملعب طحنون بن محمد، العين (أبو ظبي)   | الإمارات العربية | 3–1     | قطر              |
| 28 | 25 اغسطس 2013  | كأس الخليج العربي 21                       | ملعب مدينة خليفة الرياضية، مدينة عيسى | الإمارات العربية | 3–1     | قطر              |
| 29 | 11 يناير 2015  | كأس آسيا 2015                              | ملعب كانبرا، كانبرا                   | الإمارات العربية | 4–1     | قطر              |
| 30 | 29 يناير 2019  | كأس آسيا 2019                              | ملعب محمد بن زايد، أبو ظبي            | الإمارات العربية | 0–4     | قطر              |
| 31 | 2 ديسمبر 2019  | كأس الخليج العربي 24                       | استاد خليفة الدولي، الدوحة            | قطر              | 4–2     | الإمارات العربية |
| 32 | 10 ديسمبر 2021 | كأس العرب 2021                             | استاد البيت، الخور                    | قطر              | 5–0     | الإمارات العربية |
| 33 | 13 يناير 2023  | كأس الخليج العربي 25                       | ملعب الميناء الجديد، البصرة           | قطر              | 1–1     | الإمارات العربية |
| 34 |                |                                            |                                       |                  |         |                  |
| 35 |                |                                            |                                       |                  |         |                  |
| 36 |                |                                            |                                       |                  |         |                  |

## الملخص
| الفريق                   | لعب | ف  | ت | خ  | له | عليه | فرق | أفضل فوز |
| ------------------------ | --- | -- | - | -- | -- | ---- | --- | -------- |
| الإمارات العربية المتحدة | 33  | 10 | 9 | 14 | 36 | 46   | -10 | 4–1      |
| قطر                      | 33  | 14 | 9 | 10 | 46 | 36   | +10 | 5–0      |

| المباريات التي أقيمت في دولة الإمارات العربية المتحدة | 6  |
| تقام المباريات في ملاعب محايدة                        | 19 |
| المباريات التي أقيمت في قطر                           | 8  |
| الاجمالي                                              | 33 |

## أعلى الهدافين
يشير الخط الغامق إلى أن اللاعب لا يزال يلعب في الوقت الحالي
| رتبة | اللاعب           | الأهداف |
| ---- | ---------------- | ------- |
| 1    | علي مبخوت        | 5       |
| 2    | احمد خليل        | 4       |
| 3    | عدنان الطلياني   | 3       |
| 3    | محمد سالم العنزي | 3       |
| 3    | المعز علي        | 3       |
| 3    | بوعلام خوخي      | 3       |
| 4    | منصور مفتاح      | 2       |
| 4    | حسن الهيدوس      | 2       |
| 4    | زهير بخيت        | 2       |
| 5    | مختلف اللاعبين   | 1       |

## أنظر أيضا
- العلاقات القطرية الإماراتية
- الأزمة الدبلوماسية القطرية
- الاتحاد القطري لكرة القدم
- اتحاد الإمارات العربية المتحدة لكرة القدم